# 춘천인형극제
춘천인형극제는 1989년 인형극단 대표들과 문화기획자들이 뜻을 모아 춘천시 공지천 등지에서 처음 시작하였으며 2001년 5월에는 춘천시의 지원을 받아 춘천인형극장을 개관하고 춘천시로부터 위탁운영을 하면서 춘천인형극장을 중심으로 매년 8월에 열리고 있다.
상당 부분 춘천시로부터 지원을 받고 있으나 축제의 기획과 진행은 (재)춘천인형극제에서 해오고 있다.
- 주최 : 춘천시, 춘천인형극제협의회
- 주관 : 춘천인형극제 집행위원회

## 같이 보기
- 춘천인형극장
- 인형극
- 한국인형극협회